# Montagu Venables-Bertie (2e comte d'Abingdon)
Montagu Venables-Bertie, 2e comte d'Abingdon, (4 février 1673 - 16 juin 1743), titré Lord Norreys de 1682 à 1699, est un noble anglais.

## Carrière
Il est le fils aîné de James Bertie (1er comte d'Abingdon) et Eleanora Lee. Bien que jeune pas encore immatriculé, il est choisi capitaine de la compagnie de milice levée à Christ Church lors de la rébellion de Monmouth. Sous l'influence de son père, il est nommé Freeman et conseiller commun de Woodstock en 1686 et Freeman à Oxford en 1687. Le 22 septembre 1687, il épouse Anne (décédée le 28 avril 1715), fille de Peter Venables (décédé en 1679), baron de Kinderton. Peu de temps après, il prend le nouveau nom de famille de Venables. Aux élections de janvier 1689, il est élu, bien que mineur, comme député du comté de Berkshire, sous le patronage de son père. Au cours de l'année, il est nommé bailli d'Oxford et nommé lieutenant-adjoint d'Oxfordshire, poste qu'il occupe jusqu'en 1701.
Malgré son âge, il apparaît plusieurs fois dans les archives du Parlement de la Convention. Comme le gros de sa famille, il est un conservateur et vote en accord avec les lords pour déclarer que le trône n'est pas vacant après la fuite de Jacques II. Membre de plusieurs comités, il parle brièvement en mai de la querelle entre son oncle Henry Bertie (1656-1734) et William Harbord.
Il représente à nouveau le Berkshire lors des élections de 1690, mais le terrain politique est beaucoup plus délicat. Lord Lovelace avance un candidat Whig, Richard Neville, et Abingdon pousse Norreys pour l'Oxfordshire. Avec deux autres conservateurs, Henry Winchcombe et Humphrey Forster, sur le terrain, Norreys a peut-être abandonné sa campagne dans le Berkshire avant le scrutin. Une campagne acrimonieuse dans l'Oxfordshire conduit à des accusations de jacobitisme contre Norreys et son père, mais lui et Robert Jenkinson triomphent avec une marge substantielle sur leurs adversaires Whig, John Cope et Thomas Wheate (en).
Il est député pour l'Oxfordshire de 1690 à 1699. Il est Connétable de la Tour de Londres et Lord Lieutenant de Tower Hamlets entre 1702 et 1705. Il occupe le poste de Lord Lieutenant de l'Oxfordshire entre 1702 et 1705. Après les Élections générales anglaises de 1705, l'entrée des Whigs au gouvernement le prive de ses fonctions en octobre 1705. Il est juge en chef à Eyre, au sud de la Trent, de 1711 à 1715. Il occupe à nouveau le poste de Lord Lieutenant d'Oxfordshire entre 1712 et 1715. À la mort de la reine Anne en 1714, il est nommé Lord Justice of the Realm.
Il achète le manoir de Godstow à John Walter (3e baronnet) en 1702, mais le vend en 1710 à John Churchill (1er duc de Marlborough), qui achète aussi le manoir attenant de Wolvercote à Walter. En 1703–1704, il achète le manoir de Littleton Auncells à George Bowditch et James Townsend, qu’il ajoute à son domaine voisin de West Lavington, Wiltshire. Quelque temps avant 1738, il vend le manoir de Bradenstoke, Wiltshire à Germanicus Sheppard.

## Famille
Il épouse Anne Venables, fille de Peter Venables, baron de Kinderton et Catharine Shirley, le 22 septembre 1687. Elle est une dame de la chambre de la reine Anne du 12 mai 1702 à novembre 1705, date à laquelle elle démissionne et à nouveau de janvier 1712 jusqu'à la mort de la reine Anne en 1714. Anne est décédée le 28 avril 1715 et est enterrée à Rycote.
Il se remarie à Mary Gould, fille de James Gould et Mary Bonde et la veuve de Charles Churchill, le 13 février 1716/7 à Beaconsfield, et ont :
- James Bertie, Lord Norreys (14 novembre 1717 - 25 février 1718), décédé de la variole

Mary, comtesse douairière d'Abingdon, est enterrée à l'église St Peter de Dorchester le 7 janvier 1757. Il décède le 16 juin 1743 et est enterré le 27 juin à Rycote. Son neveu Willoughby Bertie (3e comte d'Abingdon), lui succède.